# 제38회 세자르상
제38회 세자르상은 2013년 2월 22일에 열린 시상식이다.

## 수상 및 후보

### 작품상
- 아무르 - 미카엘 하네케 수상
- 페어웰, 마이 퀸 - 브누와 쟉꼬
- 카밀 리와인즈 - 노에미 르보브스키
- 인 더 하우스 - 프랑소와 오종
- 러스트 앤 본 - 자크 오디아르
- 홀리 모터스 - 레오 까락스
- 그 이름은... - 알렉상드르 드 라 파텔리에르 외 1명

### 감독상
- 아무르 - 미카엘 하네케 수상
- 페어웰, 마이 퀸 - 브누와 쟉꼬
- 카밀 리와인즈 - 노에미 르보브스키
- 인 더 하우스 - 프랑소와 오종
- 러스트 앤 본 - 자크 오디아르
- 홀리 모터스 - 레오 까락스
- 어 퓨 아워스 오브 스프링 - 스테판 브리제

### 남우주연상
- 아무르 - 장-루이 트린티냥 수상
- 호텐스를 찾아라 - 장-피에르 바크리
- 그 이름은... - 패트릭 브루엘
- 홀리 모터스 - 드니 라방
- 어 퓨 아워스 오브 스프링 - 뱅상 랭동
- 인 더 하우스 - 파브리스 루치니
- 끌로끌로 - 제레미 레니에

### 여우주연상
- 아무르 - 엠마누엘 리바 수상
- 러스트 앤 본 - 마리옹 꼬띠아르
- 오트 퀴진 - 카트린 프로
- 카밀 리와인즈 - 노에미 르보브스키
- 루이스 위머 - 코린 마시에로
- 페어웰, 마이 퀸 - 레아 세이두
- 어 퓨 아워스 오브 스프링 - 헬렌 벤상

### 남우조연상
- 그 이름은... - 기욤 드 통케덱 수상
- 카밀 리와인즈 - 사미르 게스미
- 끌로끌로 - 브누와 마지멜
- 호텐스를 찾아라 - 클로드 리치
- 카밀 리와인즈 - 미셸 빌레모

### 여우조연상
- 그 이름은... - 발레리에 벵귀귀 수상
- 카밀 리와인즈 - 주디스 쳄라
- 아무르 - 이자벨 위페르
- 카밀 리와인즈 - 욜랜드 모로
- 홀리 모터스 - 에디뜨 스꼽

### 신인남우상
- 러스트 앤 본 - 마티아스 쇼에나에츠 수상
- 텔레 고초 - 펠릭스 모아티
- 시스터 - 케이시 모텟 클레인
- 라이크 브라더스 - 피에르 니네이
- 인 더 하우스 - 어니스트 움하우어

### 신인여우상
- 배드 걸 - 이지아 이즐랭 수상
- 인 어 러쉬 - 앨리스 드 랭커생
- 민스 알로르! - 로라 드베르
- 카밀 리와인즈 - 줄리아 포레
- 카밀 리와인즈 - 인디아 헤어

### 각본상
- 아무르 - 미카엘 하네케 수상
- 그래니스 퓨너럴 - 브뤼노 포달리데 외 1명
- 카밀 리와인즈 - 노에미 르보브스키 외 3명
- 홀리 모터스 - 레오 까락스
- 어 퓨 아워스 오브 스프링 - 플로렌스 비뇽

### 각색상
- 러스트 앤 본 - 자크 오디아르 수상
- 38인의 목격자 - 루카스 벨보
- 페어웰, 마이 퀸 - 질 타우란드 외 1명
- 인 더 하우스 - 프랑소와 오종
- 그 이름은... - 매튜 델라포테

### 촬영상
- 페어웰, 마이 퀸 - 로메인 윈딩 수상
- 아무르 - 다리우스 콘지
- 러스트 앤 본 - 스테판 퐁탠느
- 홀리 모터스 - 카롤린느 샹페띠에
- 포피래흐 - 귀욤 쉬프먼

### 의상상
- 페어웰, 마이 퀸 - 크리스챤 개스크 수상
- 어거스틴 - 파스칼린 샤반느
- 카밀 리와인즈 - 매들린 폰테인
- 끌로끌로 - 미미 렘피카
- 포피래흐 - 샤롯 데이빗

### 음향상
- 끌로끌로 - 앙트완 디플란더 외 2명 수상
- 페어웰, 마이 퀸 - 브리짓 테일앤디어 외 2명
- 아무르 - 기욤 시아마 외 2명
- 러스트 앤 본 - 쟝-폴 허리어 외 2명
- 홀리 모터스 - 에르완 커자넷 외 2명

### 편집상
- 러스트 앤 본 - 줄리엣 웰플링 수상
- 페어웰, 마이 퀸 - 뤽 바르니에
- 아무르 - 모니카 윌
- 카밀 리와인즈 - 미셀 클로첸들러
- 홀리 모터스 - 넬리 퀘티어

### 음악상
- 러스트 앤 본 - 알렉상드르 데스플라 수상
- 페어웰, 마이 퀸 - 브뤼노 꿀레
- 카밀 리와인즈 - 조셉 다한 외 1명
- 인 더 하우스 - 필립 롱비
- 포피래흐 - 롭 외 1명

### 미술상
- 페어웰, 마이 퀸 - 카샤 비스콥 수상
- 아무르 - 장 빈센트 푸조스
- 끌로끌로 - 필립 치프레
- 홀리 모터스 - 플로리안 산손
- 포피래흐 - 실비 올리브

### 단편영화상
- 바닷가재의 외침 - 니콜라스 구트 수상
- 잇츠 낫 어 카우보이 무비 - 벤자민 파렌트
- 우리에게 남을 것 - 빈센트 맥케인
- 레 뫼트 - 마뉴엘 샤피라
- 라 비 파리지앤느 - 벵상 디트쉬

### 애니메이션상 - 단편
- 어네스트와 셀레스틴 - 뱅상 파타르 수상
- 에드몬드는 원숭이였다 - 프랭크 디온
- 키리쿠 앤 더 멘 앤 위민 - 미셸 오슬로
- 오 윌리... - 에마 데 스와프 외 1명
- 아기기린 자라파 - 레미 베잔송 외 1명

### 외국어영화상
- 아르고 - 벤 애플렉 수상
- 러빙 위드아웃 리즌 - 조아생 라포스
- 불헤드 - 마이클 R. 로스컴
- 로렌스 - 자비에 돌란
- 오슬로, 8월31일 - 요아킴 트리에
- 앤젤스 셰어 - 켄 로치
- 로얄 어페어 - 니콜라이 아르셀

### 데뷔작품상
- 루이스 위머 - 시릴 멘건 수상
- 어거스틴 - 앨리스 위노코
- 라이크 브라더스 - 위고 젤랭
- 포피래흐 - 레지스 로인사드
- 홀드 백 - 라시드 드자이다니

### 다큐멘터리상
- 인비저블스 - 세바스찬 리프쉬츠 수상
- 소의 일생 - 엠마누엘 그라스
- 지옥의 지배자 - 리티 판
- 프랑스 다이어리 - 레이몽 드파르동 외 1명
- 새로운 집 지키는 개들 - 질 발바스트레

### 공로상
- 케빈 코스트너 수상

## 같이 보기
- 제85회 아카데미상
- 제66회 영국 아카데미 영화상
- 제25회 유럽 영화상